# 4423 Golden
4423 Golden је астероид са средњом удаљеношћу од Сунца која износи 3,389 астрономских јединица (АЈ).
Апсолутна магнитуда астероида је 11,3.